# Galen Rupp
Galen Rupp (Portland, 8 de maio de 1986) é um atleta norte-americano, especialista nos 10000 metros.
Nos Jogos Olímpicos de Pequim 2008, ficou em 13º lugar nos 10000 metros. Em Londres 2012, conquistou a medalha de prata nesta prova. Já nos jogos olímpicos do Rio de Janeiro 2016, alcançou a medalha de bronze na prova de maratona. Meb Keflezighi em Atenas 2004 foi o último norte-americano a subir ao pódio olímpico nesta prova.